# 乔凡尼·加尔拜尔
乔凡尼·加尔拜尔（威尼斯语：Giovanni Galbaio），是第八任威尼斯总督。他上任未经选举。任内，他在威尼斯海外贸易等问题上与教会产生分歧，后来将时任威尼斯宗主教处死。此举激起国内反对，加尔拜尔逃往曼托瓦，反对派领袖奥布莱里奥·安特诺略继任。